# Whitman Mayo
Whitman Blount Mayo Jr. (New York, 15 novembre 1930 – Atlanta, 22 maggio 2001) è stato un attore statunitense.
È noto soprattutto per il ruolo di Grady Wilson nella sitcom Sanford and Son.

## Biografia
Whitman Blount Mayo Jr. nacque nel quartiere newyorkese di Harlem e crebbe nel distretto del Queens. All'età di 17 anni si trasferì con la sua famiglia nel sud della California ed entrò nell'Esercito, prestando servizio dal 1951 al 1953 durante la guerra di Corea. Studiò al Chaffey College, al Los Angeles City College e all'UCLA. Durante questo periodo, iniziò a recitare in piccoli ruoli.
All'inizio degli anni settanta, mentre stava lavorando al New Lafayette Theatre, Norman Lear gli offrì il ruolo di Grady Wilson in Sanford and Son. Il nome del personaggio era ispirato a Demond Wilson, l'attore che interpretava Lamont Sanford e il cui vero nome è Grady. Durante il periodo in cui Redd Foxx non appariva nello show a causa di una disputa contrattuale, Grady si trasferì nella casa di Sanford ed ebbe un ruolo centrale per sei episodi. Mayo in seguito continuò a interpretare il personaggio anche in Grady, uno spin-off senza successo durato 10 episodi. Dopo la cancellazione, il personaggio di Grady rientrò in Sanford and Son. Mayo impersonò Grady negli altri due spin-off della serie, Sanford Arms e Sanford.
Negli anni novanta apparve in L'ispettore Tibbs, Gli amici di papà, Late Night with Conan O'Brien, Kenan & Kel e The Cape.
Mayo recitò anche al cinema in Ma che sei tutta matta?, D.C. Cab e Boyz n the Hood - Strade violente. Insegnava teatro alla Clark Atlanta University e possedeva un'agenzia di viaggi a Inglewood, California.
Morì di infarto il 22 maggio 2001 al Grady Memorial Hospital di Atlanta.

## Filmografia

### Cinema
- Ma che sei tutta matta? (1979)
- Boyz n the Hood - Strade violente (1991)

### Televisione
- Sanford and Son - serie TV (1972-1977)
- Grady - serie TV (1975-1976)
- Baretta - serie TV (1976)
- Sesamo apriti (Sesame Street) - serie TV (1976-1977)
- Sanford Arms - serie TV (1977)
- Starsky & Hutch - serie TV (1978)
- Vega$ - serie TV (1978)
- Il mio amico Arnold (Diff'rent Strokes) - serie TV (1979)
- Lou Grant - serie TV (1981)
- Mago Merlino (Mr. Merlin) - serie TV (1982)
- Trapper John (Trapper John, M.D.) - serie TV (1983-1985)
- Hill Street giorno e notte (Hill Street Blues) - serie TV (1983)
- D.C. Cab - serie TV (1983)
- L'ispettore Tibbs (In the Heat of Night) - serie TV (1990)
- 227 - serie TV (1986–1990)
- Amen - serie TV (1991)
- Gli amici di papà (Full House) - serie TV (1991)
- The Seventh Coin - serie TV (1993)
- Otto sotto un tetto (Family Matters) - serie TV (1995)
- The Cape - serie TV (1996)
- Kenan & Kel - serie TV (1997)
- E.R. - Medici in prima linea (ER) - serie TV (1999)

## Doppiatori italiani
Nelle versioni in italiano delle opere in cui ha recitato, Whitman Mayo è stato doppiato da:
- Riccardo Mantani in Sanford and Son
- Renato Mori in Starsky & Hutch
- Mario Mastria in Boyz n the Hood - Strade violente